# Jone (opera)
Jone, ossia L'ultimo giorno di Pompei è un'opera in quattro atti di Errico Petrella su libretto di Giovanni Peruzzini, tratto dal romanzo di
Edward Bulwer-Lytton Gli ultimi giorni di Pompei, rappresentata per la prima volta nel 1858.

## Accoglienza
La prima rappresentazione ebbe luogo al Teatro alla Scala di Milano il 26 gennaio 1858. Fu un successo immediato, non solo in Italia ma in tutto il mondo. Fu molto rappresentata in Italia e Spagna, ma anche in Australia (Melbourne), Egitto (Alessandria d'Egitto), Asia (Calcutta, Giacarta, Manila) e Sudamerica (Santiago e Lima), totalizzando oltre 600 allestimenti; non giunse mai in Francia e Germania, mentre a Londra e Vienna ebbe una sola produzione.  Rimase nel repertorio per oltre 50 anni, fino all'ultimo allestimento a Palermo nel 1924. La ripresa successiva fu a Caracas nel 1981; questo allestimento fu registrato e pubblicato sia su LP che su CD.
Una parte della critica ha ritenuto difficilmente spiegabile il successo dell'opera, appesantita da un libretto considerato «malfatto», «truculento e drammatico» e da un'orchestrazione «da maestro di banda provinciale». Il lavoro tuttavia contiene opportunità spettacolari e alcune gradevoli melodie ingenue e istintive. Tra i brani più significativi, un brindisi (Canti chi vuole) e una romanza (O Jone, di quest’anima) per il tenore, il duetto tra Glauco e Jone (Dell'Illisso sulle sponde) nel secondo atto, un'aria e una cabaletta per il baritono nel terzo atto (Della corona egizia/D'amor piena ed ineffabile), e una celebre marcia funebre del quarto atto.

## Interpreti della prima rappresentazione
| Personaggio | Interprete          |
| ----------- | ------------------- |
| Arbace      | Giovanni Guicciardi |
| Jone        | Augusta Albertini   |
| Glauco      | Carlo Negrini       |
| Nidia       | Carmelina Poch      |
| Burbo       | Annibale Biacchi    |
| Sallustio   | Giuseppe Bernasconi |
| Clodio      | Carlo Baucardé      |
| Dirce       | Linda Fiorio        |

Molti di questi cantanti erano assai conosciuti all'epoca, specialmente Carlo Negrini, che era uno dei tenori italiani più importanti, e un anno prima aveva creato il ruolo di Gabriele Adorno nel Simon Boccanegra. Guicciardi era stato il primo Conte di Luna nel Trovatore.

## Trama
Sia Glauco, un nobile romano, che Arbace, il gran sacerdote di Iside, amano Jone. Jone è una guardia di Arbace, e lo considera un secondo padre. Una giovane schiava, Nidia, è innamorata di Glauco. Burbo, un seguace di Arbace, consegna a Nidia del veleno, chiedendole di farlo bere a Glauco e assicurandole che si tratta di un elisir d'amore. Glauco beve, cade nel delirio ma non muore.
Questo dà ad Arbace una possibilità per convincere Jone che Glauco non sia degno di lei. Poi la persuade a recarsi al tempio di Iside, dove tenta degli approcci sgraditi. Nel frattempo, Glauco ha riacquistato la ragione. Accorre per salvare Jone, ma viene catturato, accusato di sacrilegio e condannato a morte. Arbace offre di salvare la vita di Glauco se Jone accetterà le sue attenzioni, ma la giovane rifiuta.
Mentre il popolo affolla il circo, Nidia rivela al pretore l'infamia di Arbace. Glauco viene liberato. Il Vesuvio erutta e Arbace è una delle vittime. Jone e Glauco si ritrovano tra la folla e chiedono a Nidia di fuggire con loro. Ma Nidia ritorna verso la città per cercare la morte, mentre i due innamorati scappano.

## Struttura musicale

### Atto I
- N. 1 - Introduzione e Brindisi di Glauco Vuote son l'anfore - Canti chi vuol, d'elmi e corazze (Coro, Glauco, Sallustio, Clodio, Nidia, Burbo)
- N. 2 - Duettino fra Arbace e Burbo Vanne, e serba geloso l'arcano
- N. 3 - Cavatina di Jone Nel sol, quand'è più splendido
- N. 4 - Finale I Fra danze oscene ed orge (Arbace, Jone, Dirce, Nidia)

### Atto II
- N. 5 - Coro e Duetto fra Nidia e Burbo Sotto le dita eburnee - Inganno egli è! sollecito (Coro, Nidia, Burbo)
- N. 6 - Duetto fra Glauco e Jone e Finale II Dell'Illisso sulle sponde - Canti chi vuole d'elmi e corazze (Glauco, Arbace, Jone, Nidia, Coro)

### Atto III
- N. 7 - Coro e Aria di Arbace Chi vuol pistacchi e datteri - Della corona egizia (Coro, Arbace)
- N. 8 - Preghiera di Jone Possente diva, tu di quest'alma
- N. 9 - Finale III A que' fiori, o giovinetta - Io lo posso (Glauco, Jone, Arbace, Coro, Nidia, Burbo, Dirce)

### Atto IV
- N. 10 - Coro e Romanza di Glauco Delle arene, tu antico campione - O Jone di quest'anima! (Coro, Burbo, Glauco)
- N. 11 - Duetto fra Jone e Arbace Tu?! Ti conosco al fremito
- N. 12 - Finale IV Si, m'abbraccia! oh gioia immensa (Glauco, Jone, Nidia, Sallustio, Coro)

## Discografia
- 1981 - Giampiero Mastromei (Arbace), Adelaide Negri (Jone), Bruno Sebastian (Glauco), Stella Silva (Nidia), Louis Lebherz (Burbo), Francisco Salazar (Sallustio), Abraham Casanova (Clodio), Carmen Daniele (Dirce) - Direttore: Edoardo Müller - Orchestra Sinfonica Municipale di Caracas e Coro della Fondazione «Teresa Carreño» - Registrato dal vivo a Caracas il 30 gennaio 1981 LP: Bongiovanni GB 2010/12. CD: Ornamenti NOC 121/122 (2004)[5][2]